# Jeordie White
Jeordie Osborne White (Pompton Lakes, New Jersey, 1971. június 20. –) ismertebb nevén Twiggy Ramirez (egykori álneve, amely a Twiggy, a modell  és Richard Ramirez, egy elítélt sorozatgyilkos nevéből áll össze) zenész, jelenleg a Marilyn Manson és a Goon Moon basszusgitárosa.

## Pályafutása
White valószínűleg a Marilyn Manson zenekarban betöltött basszusgitárosi és zeneszerzői szerepe miatt vált népszerűvé, és gyakran neki tulajdonítják a banda sikerét. New Jersey-i születésű, majd Floridába költözött, ahol "Star Wars-on és heavy metal"on nőtt fel. Három öccse van, Westly, Dustin és Aden. Anyja, Dana egykor „cage” táncosnő volt olyan zenekaroknál, mint a Ramones, ezáltal Jeordie ismert zenészekkel került kapcsolatba. Hosszútávú zenei együttműködését Mansonnal 2002. május 29-én fejezte be. Azt mondják, White azért lépett ki a bandából, hogy megőrizze barátságát Mansonnal, mintsem hogy vitázzon vele a zenekar fejlődési irányát illetően, valamint azt gondolta, hogy túlságosan rutinná vált már számára a zenekar.
Miután otthagyta a bandát, játszott két koncertet a Mondo Generator nevű californiai punk metal zenekarral, és meghallgatáson vett részt a Queens of the Stone Age másodgitárosi posztjára, amelyet végül Troy Van Leeuwen kapott meg az A Perfect Circle-ből. A Metallica is meghallgatta basszusgitárosi posztjára, ahogy röviden a Some Kind of Monster c. dokumentumfilmjükben is látható. Néhány hónappal később White teljes jogú tagként, mint basszusgitáros csatlakozott az A Perfect Circle nevű projekthez, amelyet a Tool frontembere, Maynard James Keenan és a Tool egykori gitártechnikusa, Billy Howerdel hozott létre. White később csatlakozott a Queens of the Stone Age frontemberéhez, Josh Homme-hoz, Homme drog-ihlette közösségi projektje, a The Desert Sessions kilencedik és a tizedik részén.
White segítette a With Teeth c. Nine Inch Nails album munkálatait, és 2005-2006 folyamán velük játszott az albumot támogató turnén. Jeordie-nak saját projektje is van a desert rock-bástya Chris Goss-szal, a Goon Moon, egy underground „stoner rock” zenekar. A gitáros Dave Catching is részt vesz benne, a Team Sleep/Hella dobos Zach Hill mellett.
Jeordie White 2005-ben a Goon Moonnal dolgozott, és megjelentették az I GOT A BRAND NEW EGG LAYIN' MACHINE c. albumot, amelyet olyan stúdiókban vettek fel, mint a Rancho De La Luna, a Prescription és a Regime Studios. Jeordie a banda tagjaként Twiggy Ramirez néven szerepel, és megígérte, hogy újra együtt fog dolgozni a Goon Moonnal.

## Érdekességek
- White korábban a Florida állambeli Fort Lauderdale-i thrash metal zenekar, az Amboog-a-Lard gitárosa volt. Szerepel a debütáló albumukon, és számos koncerten is fellépett velük, majd 1993-ban hagyta el a bandát. Az Amboog-a-Lard zenéje és White külső megjelenése ebben az időszakban nem sokban hasonlított a Marilyn Mansonban töltött időkhöz.
- Akkor találkozott Marilyn Mansonnal, amikor egy használtlemez-boltban dolgozott egy floridai sétálóutcában, és mindketten rájöttek, hogy sok közös dolog van bennük. Jeordie azonban nem csatlakozott a bandához véglegesen egészen addig, amikor Gidget Gein (a Marilyn Manson előző basszusgitárosa) drog-túladagolás miatt kórházba került.
- A Marilyn Manson zenekarban White sok régi, klasszikus márkájú basszusgitáron játszott. Használt egy négy húros Gibson Thunderbird IV Reverse basszusgitárt, de gyakran más híres rockzenészek régi basszusain is játszott, amelyeket ajándékba kapott. Ennek egy példája látható a „The Dope Show” és a „Coma White” videóklipjében; ezekben White azon a basszusgitáron játszik, amely a KISS basszista Gene Simmonsé volt. Ilyen az a fekete Gibson RD Artist basszusgitár is, amelyet az 1970-es és 1980-as években gyártottak, és Nikki Sixxtől kapta (a Mötley Crüe zenekarból). Ez a kedvence, mivel a Mötley Crüe volt számára az egyik legnagyobb inspiráció.
- White szerelmi kapcsolatban állt számos híres nővel a zenei életből, olyanokkal, mint Courtney Love a Hole zenekarból, Sean Yseult a White Zombie-ból, Donita Sparks az L7, valamint Jessicka a Jack Off Jill ill. a Scarling. zenekarokból.
- White azt állította a vele készült interjúkban, hogy a Marilyn Mansonból való kilépése óta jobban kedveli, hogy ha az igazi nevén szólítják, mivel a Twiggy Ramirez egy karakter volt, melyet már maga mögött hagyott.
- White szerepel az MTV Cribs egyik epizódjában 2001-ben.
- Gyakran úgy hivatkoznak rá, mint a férfi Kinderwhore, mivel White „Twiggy Ramirez” külsejét a Jessicka-val (Jack Off Jill) való kapcsolata során vette fel, és Courtney Love nevetségessé tétele volt vele a célja.
- White egykor tagja volt a The Ethiopians nevű, speed metal feldolgozásokat játszó zenekarnak. White megemlítette, hogy a Metallica „Trapped Under Ice” c. száma volt az egyik, amit feldolgoztak.
- Egy mostani Nine Inch Nails chat alkalmával White elmondta, hogy annak ellenére, hogy a híresztelések szerint ő és Manson jó barátok maradtak, ritkán beszélnek egymással.
- White rádiós DJ-ként szerepelt a Queens of the Stone Age Songs for the Deaf c. albumán.
- Híresztelések szerint van egy Dél-Kaliforniában élő lánya.

## Filmográfia
- Dead To The World (1996)
- Lost Highway – Útvesztőben (1997)
- God Is In The TV (1999)
- Guns, God and Government (2002)
- Some Kind of Monster (2004)
- Backstage Pass 3: Uncensored! (2005)

## Diszkográfia
- A New Hope           (Amboog-A-Lard, 1993)
- Portrait of an American Family (Marilyn Manson, 1994)
- Smells Like Children (Marilyn Manson, 1995)
- Antichrist Superstar (Marilyn Manson, 1996)
- Remix & Repent (Marilyn Manson, 1997)
- Dead to the world (Marilyn Manson, 1997)
- Dead Man on Campus filmzene („I Only Want to Be With You” Twiggy-vel, 1998)
- Mechanical Animals   (Marilyn Manson, 1998)
- The Last Tour On Earth (Marilyn Manson, 1999)
- Holy Wood (In the Shadow of the Valley of Death) (Marilyn Manson, 2000)
- Guns, God and Government (Marilyn Manson, 2002)
- Volumes 9 & 10 of The Desert Sessions  (2003, Ipecac/Rekords Rekords)
- Thirteenth Step  (A Perfect Circle, 2003)
- eMOTIVe  (A Perfect Circle, 2004)
- aMOTION  (A Perfect Circle, 2004)
- I Got a Brand New Egg Layin' Machine (Goon Moon, 2005) (suicide squeeze records)
- Goal! filmzene („Cast No Shadow (UNKLE Beachhead Mix)” Oasis, 2005)
- With Teeth (Nine Inch Nails, 2005)
- The High End of Low (Marilyn Manson, 2009)